# Caratteristica di albedo
In astronomia una caratteristica di albedo è una vasta area sulla superficie di un pianeta, o altro corpo del sistema solare, che mostra un contrasto in luminosità (albedo) rispetto alle aree adiacenti. Le caratteristiche di albedo non corrispondono necessariamente a formazioni geologiche. Per quei corpi dotati di atmosfera, quali Venere e Titano, possono essere osservate caratteristiche di albedo non permanenti, generate da fenomeni transitori che hanno luogo nell'atmosfera (quali formazioni nuvolose).

## Descrizione
Storicamente, le caratteristiche di albedo furono le prime, e solitamente uniche, caratteristiche osservate e cui venne attribuito un nome su Luna, Marte e Mercurio. Col crescere della capacità osservativa grazie ai telescopi e alle sonde spaziali sono state man mano osservate caratteristiche di albedo anche su oggetti più lontani e più piccoli quali i satelliti dei giganti gassosi del sistema solare e alcuni asteroidi.
Al di là della Luna, le cui principali caratteristiche di albedo sono visibili anche a occhio nudo, la prima caratteristica d'albedo osservata su un altro corpo celeste fu il Syrtis Major Planum su Marte nel XVII secolo.
Le prime mappe delle superfici di Marte e Mercurio, quali quelle di Schiaparelli e Antoniadi, mostravano esclusivamente le caratteristiche di albedo e solo l'osservazione ravvicinata permessa dalle sonde spaziali ha consentito di identificare strutture geologiche quali i crateri da impatto.
Laddove l'osservazione moderna ha effettivamente accertato una natura geologica dell'albedo, l'unione astronomica internazionale ha adottato descrittori più adeguati confermando per la Luna la scelta storica di riferirsi a corpi d'acqua (quali Oceanus, Mare, Sinus) e per Marte quella di aree terrestri (quali Planum, Planitia), dove in entrambi i casi la differenza è data dall'estensione della caratteristica più che dalla sua natura geologica, mentre ha usato il termine regiones per altri corpi celesti quali i satelliti Miranda, Tritone e gli asteroidi.
Le immagini ad alta risoluzione rese disponibili dalle sonde spaziali che hanno visitato ad esempio Marte e Mercurio hanno permesso di superare la vecchia nomenclatura basata sulle caratteristiche di albedo, caduta in disuso se non tra gli astronomi amatoriali: tuttavia il loro valore come riferimento è stato riconusciuto dall'IAU che continua ad annoverarle tra la nomenclatura ufficiale dei corpi.
Per altri corpi che non sono stati ancora visitati da sonde spaziali, le migliori immagini ottenute - grazie al telescopio spaziale Hubble o montando ottiche adattive sui più potenti telescopi sulla superficie - mostrano caratteristiche di albedo non ufficialmente riconosciute dall'UAI ma di uso comune. Tra queste ci sono state le faculae presenti nel cratere Occator su Cerere, osservate con il telescopio Hubble, e la Tombaugh Regio, che fu identificata sulla superficie di Plutone prima del sorvolo ravvicinato della sonda New Horizons.